# Cour-sur-Loire
Cour-sur-Loire – miejscowość i gmina we Francji, w Regionie Centralnym, w departamencie Loir-et-Cher.
Według danych na rok 1990 gminę zamieszkiwało 289 osób, a gęstość zaludnienia wynosiła 54 osoby/km² (wśród 1842 gmin Regionu Centralnego Cour-sur-Loire plasuje się na 852. miejscu pod względem liczby ludności, natomiast pod względem powierzchni na miejscu 1349.).